# Theodor Gomperz
Theodor Gomperz (29. března 1832, Brno – 29. srpna 1912, Baden (Dolní Rakousy)) byl rakouský německy píšící filozof a klasický filolog židovského původu narozený na Moravě. Zabýval se především starořeckou filozofií.

## Život a činnost
Studoval filozofii, filologii a práva na Vídeňské univerzitě, kde po absolvování působil jako pedagog. V roce 1875 se stal řádným profesorem filologie.
Jeho syn, Heinrich Gomperz, se stal profesorem filozofie. Bratr Julius Gomperz byl brněnský podnikatel a politik.